# Xã Rockford, Quận Gage, Nebraska
Xã Rockford (tiếng Anh: Rockford Township) là một xã thuộc quận Gage, tiểu bang Nebraska, Hoa Kỳ. Năm 2010, dân số của xã này là 290 người.